# Luis Henríquez
Luis Alfonso Henríquez Ledezma (Cidade do Panamá, 23 de novembro de 1981) é um futebolista profissional panamenho que atua como defensor, atualmente defende o Tauro FC.

## Carreira
Luis Henríquez fez parte do elenco da Seleção Panamenha de Futebol da Copa América de 2016.